# Tomellín
Tomellín är en ort i Mexiko.   Den ligger i kommunen Valerio Trujano och delstaten Oaxaca, i den sydöstra delen av landet, 290 km sydost om huvudstaden Mexico City. Tomellín ligger 625 meter över havet och antalet invånare är 672.
Terrängen runt Tomellín är kuperad söderut, men norrut är den bergig. Tomellín ligger nere i en dal. Runt Tomellín är det glesbefolkat, med 17 invånare per kvadratkilometer. Närmaste större samhälle är San Juan Bautista Cuicatlán, 4,8 km norr om Tomellín. Omgivningarna runt Tomellín är en mosaik av jordbruksmark och naturlig växtlighet.